# カンバーランド郡 (ノースカロライナ州)
カンバーランド郡（英: Cumberland County）は、アメリカ合衆国ノースカロライナ州にある郡である。人口は33万4728人（2020年）。郡庁所在地はファイエットビルであり、同郡で人口最大の都市である。ファイエットビル都市圏に含まれる。

## 歴史
カンバーランド郡は1754年にブレイデン郡から分離して設立された。郡名は、イギリス軍の総司令官でありカロデンの戦いで勝利したカンバーランド公爵プリンス・ウィリアム・オーガスタス（1721年-1765年）に因んで名付けられた。
1771年、カンバーランド郡、ジョンストン郡、オレンジ郡のそれぞれ一部を合わせてウェイク郡が設立された。1784年7月、カンバーランド郡西部がムーア郡に、東部がラファイエットを称えてファイエット郡と改名されたが、3か月後にはカンバーランド郡に戻された。1855年、郡北部がハーネット郡となった。最後は1911年、カンバーランド郡とロブソン郡の一部が合され、ホーク郡となった。

## 郡政府
カンバーランド郡は地域の中央カロライナ自治体委員会のメンバーである。

## 地理
アメリカ合衆国国勢調査局に拠れば、郡域全面積は658平方マイル (1,704.2 km2)であり、このうち陸地653平方マイル (1,691.3 km2)、水域は6平方マイル (15.5 km2)で水域率は0.87%である。

## 郡区
カンバーランド郡は11の郡区に分割されている。ビーバーダム、ブラックリバー、カーバーズクリーク、シーダークリーク、クロスクリーク、イーストーバー、グレイズクリーク、マンチェスター、ピアシーズミル、ロックフィッシュ、セブンティファーストの各郡区である。

### 隣接する郡
- ハーネット郡 - 北
- サンプソン郡 - 東
- ブレイデン郡 - 南
- ロブソン郡 - 南西
- ホーク郡 - 西
- ムーア郡 - 北西

## 人口動態
以下は2000年国勢調査による人口統計データである。
| 基礎データ - 人口: 302,963人 - 世帯数: 107,358 世帯 - 家族数: 77,619 家族 - 人口密度: 179人/km2（464人/mi2） - 住居数: 118,425軒 - 住居密度: 70軒/km2（181軒/mi2） 人種別人口構成 - 白人: 55.15% - アフリカン・アメリカン: 34.90% - ネイティブ・アメリカン: 1.55% - アジア人: 1.88% - 太平洋諸島系: 0.30% - その他の人種: 3.13% - 混血: 3.09% - ヒスパニック・ラテン系: 6.90% | 年齢別人口構成 - 18歳未満: 27.9% - 18-24歳: 13.7% - 25-44歳: 32.9% - 45-64歳: 17.8% - 65歳以上: 7.7% - 年齢の中央値: 30歳 - 性比（女性100人あたり男性の人口） - 総人口: 102.3 - 18歳以上: 101.9 世帯と家族（対世帯数） - 18歳未満の子供がいる: 39.4% - 結婚・同居している夫婦: 52.9% - 未婚・離婚・死別女性が世帯主: 15.5% - 非家族世帯: 27.7% - 単身世帯: 22.4% - 65歳以上の老人1人暮らし: 5.9% - 平均構成人数 - 世帯: 2.65人 - 家族: 3.11人 | 収入と家計 - 収入の中央値 - 世帯: 37,466米ドル - 家族: 41,459米ドル - 性別 - 男性: 28,308米ドル - 女性: 22,379米ドル - 人口1人あたり収入: 17,376米ドル - 貧困線以下 - 対人口: 12.8% - 対家族数: 10.4% - 18歳未満: 16.8% - 65歳以上: 13.7% |

## 都市と町

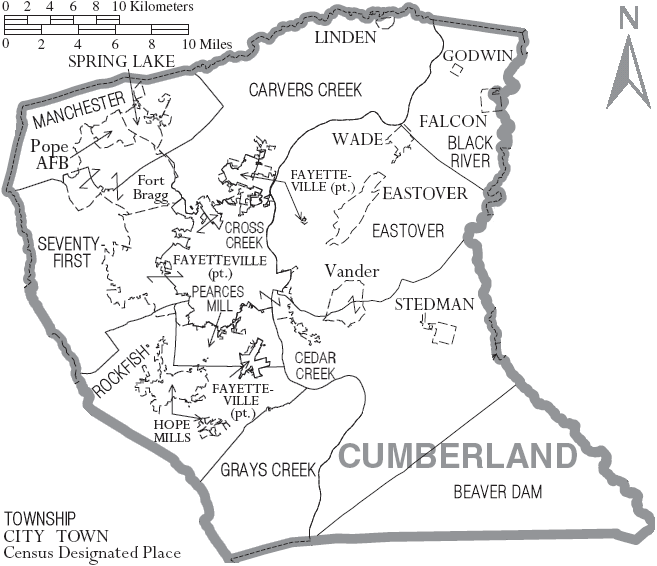
カンバーランド郡の自治体と郡区

| - ファイエットビル - 郡庁所在地 - ホープミルズ - フォート・ブラッグ基地 - イーストーバー - ファルコン - ゴッドウィン | - リンデン - ポープ空軍基地 - スプリングレイク - ステッドマン - バンダー - ウェイド |

## 教育
郡内にはファイエットビル州立大学（元黒人大学）、メソジスト大学、ファイエットビル工科コミュニティカレッジがある。
カンバーランド郡教育学区は州内で5番目に大きな教育学区である。学区内に高校が15校ある。